# Superstore/Episodenliste

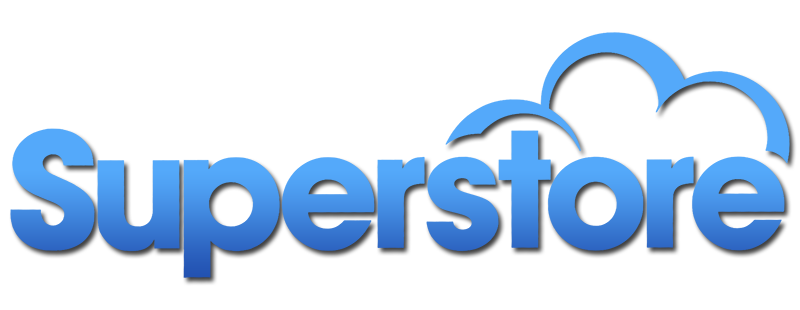
Logo zur Serie

Diese Episodenliste enthält alle Episoden der US-amerikanischen Sitcom Superstore, sortiert nach der US-amerikanischen Erstausstrahlung. Die Fernsehserie umfasst sechs Staffeln mit 113 Episoden.

## Übersicht
| Staffel | Episodenanzahl | Erstausstrahlung USA | Erstausstrahlung USA | Deutschsprachige Erstveröffentlichung | Deutschsprachige Erstveröffentlichung |
| Staffel | Episodenanzahl | Premiere             | Finale               | Premiere                              | Finale                                |
| ------- | -------------- | -------------------- | -------------------- | ------------------------------------- | ------------------------------------- |
| 1       | 11             | 30. November 2015    | 22. Februar 2016     | 26. September 2016                    | 27. September 2016                    |
| 2       | 22             | 19. August 2016      | 4. Mai 2017          | 18. Februar 2017                      | 25. Januar 2019                       |
| 3       | 22             | 28. September 2017   | 3. Mai 2018          | 19. September 2018                    | 26. September 2018                    |
| 4       | 22             | 4. Oktober 2018      | 16. Mai 2019         | 2. September 2019                     | 23. September 2019                    |
| 5       | 21             | 26. September 2019   | 23. April 2020       | 23. August 2021                       | 23. August 2021                       |
| 6       | 15             | 29. Oktober 2020     | 25. März 2021        | 8. November 2021                      | 8. November 2021                      |

## Staffel 1
Die Erstausstrahlung der ersten Staffel war vom 30. November 2015 bis zum 22. Februar 2016 auf dem US-amerikanischen Sender NBC zu sehen. Die deutschsprachige Erstausstrahlung sendete der Sender Universal Channel am 26. und 27. September 2016.
| Nr. (ges.) | Nr. (St.) | Deutscher Titel                                     | Originaltitel    | Erstausstrahlung USA | Deutschsprachige Erstausstrahlung (D) | Regie                | Drehbuch                     |
| ---------- | --------- | --------------------------------------------------- | ---------------- | -------------------- | ------------------------------------- | -------------------- | ---------------------------- |
| 1          | 1         | Willkommen auf Wolke 9 Pilotfolge (Alternativtitel) | Pilot            | 30. Nov. 2015        | 26. Sep. 2016                         | Ruben Fleischer      | Justin Spitzer               |
| 2          | 2         | Das Portrait Das Porträt (Alternativtitel)          | Magazine Profile | 30. Nov. 2015        | 26. Sep. 2016                         | Michael Patrick Jann | Matt Hubbard                 |
| 3          | 3         | Keine gute Tat bleibt ungesühnt                     | Shots and Salsa  | 28. Dez. 2015        | 26. Sep. 2016                         | Ruben Fleischer      | Justin Spitzer               |
| 4          | 4         | Aufgenommen                                         | Mannequin        | 4. Jan. 2016         | 26. Sep. 2016                         | Victor Nelli, Jr.    | Jonathan Green & Gabe Miller |
| 5          | 5         | Emma                                                | Shoplifter       | 11. Jan. 2016        | 26. Sep. 2016                         | Ruben Fleischer      | Jackie Clarke                |
| 6          | 6         | Trau keinem Kunden                                  | Secret Shopper   | 18. Jan. 2016        | 27. Sep. 2016                         | Alex Hardcastle      | Lon Zimmet                   |
| 7          | 7         | Rot vs. Gold                                        | Color Wars       | 25. Jan. 2016        | 27. Sep. 2016                         | Andy Ackerman        | Jack Kukoda                  |
| 8          | 8         | Alles wird gut                                      | Wedding Day Sale | 1. Feb. 2016         | 27. Sep. 2016                         | Victor Nelli, Jr.    | Sierra Teller Ornelas        |
| 9          | 9         | Nachtschicht                                        | All-Nighter      | 8. Feb. 2016         | 27. Sep. 2016                         | Christine Gernon     | Eric Ledgin                  |
| 10         | 10        | Die Bewerbung                                       | Demotion         | 15. Feb. 2016        | 27. Sep. 2016                         | Linda Mendoza        | Matt Hubbard & Lon Zimmet    |
| 11         | 11        | Kampfansage                                         | Labor            | 22. Feb. 2016        | 27. Sep. 2016                         | Beth McCarthy-Miller | Owen Ellickson               |

## Staffel 2
Die Erstausstrahlung der zweiten Staffel wurde zwischen dem 22. September 2016 und dem 4. Mai 2017 auf dem US-amerikanischen Sender NBC gesendet. Ein Olympia-Special wurde am 19. August 2016 ausgestrahlt. Die deutschsprachige Erstausstrahlung erfolgte auf dem Sender Universal Channel vom 28. Februar bis zum 22. Mai 2017. Das Olympia-Special wurde im deutschsprachigen Raum erstmals als Bonus im DVD-Set der ersten Staffel bei polyband Medien veröffentlicht. Erstmals ausgestrahlt wurde die Folge am 3. Mai 2021 auf Sky Comedy.
| Nr. (ges.) | Nr. (St.) | Deutscher Titel                  | Originaltitel         | Erstausstrahlung USA | Deutschsprachige Erstveröffentlichung (D) | Regie             | Drehbuch                 |
| ---------- | --------- | -------------------------------- | --------------------- | -------------------- | ----------------------------------------- | ----------------- | ------------------------ |
| 12         | 1         | Olympia                          | Olympics              | 19. Aug. 2016        | 25. Jan. 2019                             | Ruben Fleischer   | Jonathan Green           |
| 13         | 2         | Streik                           | Strike                | 22. Sep. 2016        | 28. Feb. 2017                             | Victor Nelli, Jr. | Jackie Clarke            |
| 14         | 3         | Der Daumen                       | Back to Work          | 29. Sep. 2016        | 28. Feb. 2017                             | Michael McDonald  | Eric Ledgin              |
| 15         | 4         | Knarren, Pillen, Vögel           | Guns, Pills And Birds | 6. Okt. 2016         | 7. März 2017                              | Matt Sohn         | Matt Hubbard             |
| 16         | 5         | Der Kannibale von Cloud 9        | Spokesman Scandal     | 13. Okt. 2016        | 7. März 2017                              | Ken Whittingham   | Gabe Miller              |
| 17         | 6         | Regeln sind Regeln               | Dog Adoption Day      | 20. Okt. 2016        | 14. März 2017                             | Betsy Thomas      | Josh Malmuth             |
| 18         | 7         | Halloween                        | Halloween Theft       | 27. Okt. 2016        | 14. März 2017                             | Alisa Statman     | Karey Dornetto           |
| 19         | 8         | Wahltag                          | Election Day          | 3. Nov. 2016         | 21. März 2017                             | Tristram Shapeero | Bridget Kyle & Vicky Luu |
| 20         | 9         | Frohe Weihnacht                  | Seasonal Help         | 10. Nov. 2016        | 21. März 2017                             | Geeta V. Patel    | Jackie Clarke            |
| 21         | 10        | Black Friday                     | Black Friday          | 10. Nov. 2016        | 28. März 2017                             | Victor Nelli Jr.  | Eric Ledgin              |
| 22         | 11        | Fundbüro                         | Lost And Found        | 5. Jan. 2017         | 28. März 2017                             | Jay Chandrasekhar | Sierra Teller Ornelas    |
| 23         | 12        | Der Club der Optionslosen        | Rebranding            | 12. Jan. 2017        | 4. Apr. 2017                              | Bill Purple       | Matt Hubbard             |
| 24         | 13        | Ladies’ Lunch                    | Ladies’ Lunch         | 2. Feb. 2017         | 4. Apr. 2017                              | Todd Biermann     | Vanessa Ramos            |
| 25         | 14        | Valentinstag                     | Valentine’s Day       | 9. Feb. 2017         | 11. Apr. 2017                             | Tristram Shapeero | John Kazlauskas          |
| 26         | 15        | Heißer Laden                     | Super Hot Store       | 16. Feb. 2017        | 11. Apr. 2017                             | Michael Spiller   | Joe Barrasas             |
| 27         | 16        | Sehnsucht                        | Wellness Fair         | 23. Feb. 2017        | 18. Apr. 2017                             | Alex Reid         | Owen Ellickson           |
| 28         | 17        | Von Preisen, Eltern und Insekten | Integrity Award       | 16. März 2017        | 25. Apr. 2017                             | Linda Mendoza     | Gabe Miller              |
| 29         | 18        | Volltreffer                      | Mateo’s Last Day      | 23. März 2017        | 18. Apr. 2017                             | America Ferrera   | Jonathan Green           |
| 30         | 19        | Die Tochter des Chefs            | Glenn’s Kids          | 4. Apr. 2017         | 25. Apr. 2017                             | Ruben Fleischer   | Sierra Teller Ornelas    |
| 31         | 20        | Glenns Sorgen, Jonahs Sorgen     | Spring Cleaning       | 20. Apr. 2017        | 2. Mai 2017                               | Geeta V. Patel    | Josh Malmuth             |
| 32         | 21        | Cheyennes Hochzeit               | Cheyenne’s Wedding    | 27. Apr. 2017        | 2. Mai 2017                               | Michael Weaver    | Bridget Kyle & Vicky Luu |
| 33         | 22        | Tornado                          | Tornado               | 4. Mai 2017          | 22. Mai 2017                              | Matt Sohn         | Justin Spitzer           |

## Staffel 3
Die Erstausstrahlung der dritten Staffel fand zwischen dem 28. September 2017 und dem 3. Mai 2018 auf dem US-amerikanischen Sender NBC statt. Die deutschsprachige Fassung veröffentlichte der Sender Universal Channel erstmals zwischen dem 19. und 26. September 2018.
| Nr. (ges.) | Nr. (St.) | Deutscher Titel               | Originaltitel       | Erstausstrahlung USA | Deutschsprachige Erstausstrahlung (D) | Regie             | Drehbuch                                          |
| ---------- | --------- | ----------------------------- | ------------------- | -------------------- | ------------------------------------- | ----------------- | ------------------------------------------------- |
| 34         | 1         | Wiedereröffnung               | Grand Re-Opening    | 28. Sep. 2017        | 19. Sep. 2018                         | Matt Sohn         | Justin Spitzer                                    |
| 35         | 2         | Brett, oh Brett               | Brett’s Dead        | 5. Okt. 2017         | 19. Sep. 2018                         | Ryan Case         | Sierra Teller Ornelas                             |
| 36         | 3         | Herzlich Willkommen           | Part-Time Hires     | 12. Okt. 2017        | 19. Sep. 2018                         | Todd Biermann     | Josh Malmuth                                      |
| 37         | 4         | Mobbing                       | Workplace Bullying  | 19. Okt. 2017        | 19. Sep. 2018                         | Tristram Shapeero | Bridget Kyle & Vicky Luu                          |
| 38         | 5         | Der tote Sal                  | Sal’s Dead          | 26. Okt. 2017        | 20. Sep. 2018                         | Geeta V. Patel    | Gabe Miller                                       |
| 39         | 6         | Eine für alle                 | Health Fund         | 2. Nov. 2017         | 20. Sep. 2018                         | Victor Nelli Jr.  | Jackie Clarke                                     |
| 40         | 7         | Frohe Weihnacht allerseits!   | Christmas Eve       | 5. Dez. 2017         | 20. Sep. 2018                         | Todd Biermann     | Eric Ledgin                                       |
| 41         | 8         | Virale Videos                 | Viral Video         | 4. Jan. 2018         | 20. Sep. 2018                         | Ken Whittingham   | Jonathan Green                                    |
| 42         | 9         | Die Golden-Globe-Party        | Golden Globes Party | 11. Jan. 2018        | 21. Sep. 2018                         | Victor Nelli Jr.  | Vanessa Ramos                                     |
| 43         | 10        | Erfolg verboten!!             | High Volume Store   | 18. Jan. 2018        | 21. Sep. 2018                         | Jay Hunter        | Owen Ellickson                                    |
| 44         | 11        | Von Engeln und Meerjungfrauen | Angels and Mermaids | 25. Jan. 2018        | 21. Sep. 2018                         | Michael Spiller   | Justin Shanes                                     |
| 45         | 12        | Mit dem Feuer spielen         | Groundhog Day       | 1. Feb. 2018         | 21. Sep. 2018                         | Jaffar Mahmood    | Sierra Teller Ornelas                             |
| 46         | 13        | Überraschungen                | Video Game Release  | 1. März 2018         | 24. Sep. 2018                         | America Ferrera   | Jackie Clarke                                     |
| 47         | 14        | Dumm gelaufen                 | Safety Training     | 8. März 2018         | 24. Sep. 2018                         | Rebecca Asher     | Bridget Kyle & Vicky Luu                          |
| 48         | 15        | Amnestie                      | Amnesty             | 15. März 2018        | 24. Sep. 2018                         | Keith Powell      | Eric Ledgin                                       |
| 49         | 16        | Konkurrenz                    | Target              | 22. März 2018        | 24. Sep. 2018                         | Daniella Eisman   | Jonathan Green & Gabe Miller                      |
| 50         | 17        | Die Neue                      | District Manager    | 29. März 2018        | 25. Sep. 2018                         | Alex Reid         | John Kazlauskas                                   |
| 51         | 18        | Glenn dreht durch             | Local Vendors Day   | 5. Apr. 2018         | 25. Sep. 2018                         | Geeta V. Patel    | Josh Malmuth                                      |
| 52         | 19        | Lottofieber                   | Lottery             | 12. Apr. 2018        | 25. Sep. 2018                         | Ben Feldman       | Vanessa Ramos                                     |
| 53         | 20        | Paukenschlag                  | Gender Reveal       | 19. Apr. 2018        | 25. Sep. 2018                         | Tristram Shapeero | Lauren Ash                                        |
| 54         | 21        | Veränderung                   | Aftermath           | 26. Apr. 2018        | 26. Sep. 2018                         | Ryan Case         | Justin Shanes & Owen Ellickson                    |
| 55         | 22        | Town Hall                     | Town Hall           | 3. Mai 2018          | 26. Sep. 2018                         | Matt Sohn         | Jonathan Green & Gabe Miller Idee: Justin Spitzer |

## Staffel 4
Die Erstausstrahlung der vierten Staffel sendete der US-amerikanischen Sender NBC zwischen dem 4. Oktober 2018 und dem 16. Mai 2019. Die deutschsprachige Erstausstrahlung fand beim Sender Universal Channel vom 2. bis zum 23. September 2019 statt.
| Nr. (ges.) | Nr. (St.) | Deutscher Titel         | Originaltitel             | Erstausstrahlung USA | Deutschsprachige Erstausstrahlung (D) | Regie            | Drehbuch                                                 |
| ---------- | --------- | ----------------------- | ------------------------- | -------------------- | ------------------------------------- | ---------------- | -------------------------------------------------------- |
| 56         | 1         | Sexverhör               | Back to School            | 4. Okt. 2018         | 2. Sep. 2019                          | Matt Sohn        | Jonathan Green                                           |
| 57         | 2         | Baby-Sause              | Baby Shower               | 11. Okt. 2018        | 2. Sep. 2019                          | Jeffrey Blitz    | Bridget Kyle & Vicky Luu                                 |
| 58         | 3         | Abschied                | Toxic Workplace           | 18. Okt. 2018        | 2. Sep. 2019                          | Jay Karas        | Aaron Lee                                                |
| 59         | 4         | Kostümchaos             | Costume Competition       | 25. Okt. 2018        | 2. Sep. 2019                          | Todd Biermann    | Justin Shanes                                            |
| 60         | 5         | Willkommen Kinder!      | Delivery Day              | 1. Nov. 2018         | 2. Sep. 2019                          | Daniella Eisman  | Gabe Miller                                              |
| 61         | 6         | Mutterschutz adé        | Maternity Leave           | 8. Nov. 2018         | 2. Sep. 2019                          | Jackie Clarke    | Jackie Clarke                                            |
| 62         | 7         | Wahrheiten              | New Initiative            | 15. Nov. 2018        | 9. Sep. 2019                          | Ken Whittingham  | Ben Dougan                                               |
| 63         | 8         | Manager-Konferenz       | Managers’ Conference      | 6. Dez. 2018         | 9. Sep. 2019                          | Phil Traill      | Brian Gatewood & Alessandro Tanaka                       |
| 64         | 9         | Neue Wege               | Shadowing Glenn           | 13. Dez. 2018        | 9. Sep. 2019                          | Geeta V. Patel   | Matt Lawton                                              |
| 65         | 10        | Amy auf Abwegen         | Cloud 9 Academy           | 7. März 2019         | 9. Sep. 2019                          | Jeffrey Blitz    | John Kazlauskas                                          |
| 66         | 11        | Auf Messers Schneide    | Steps Challenge           | 14. März 2019        | 9. Sep. 2019                          | Todd Biermann    | Bridget Kyle & Vicky Luu                                 |
| 67         | 12        | Blizzard                | Blizzard                  | 21. März 2019        | 9. Sep. 2019                          | Amy York Rubin   | Dayo Adesokan                                            |
| 68         | 13        | Vogelfrei               | Love Birds                | 28. März 2019        | 16. Sep. 2019                         | Mark McKinney    | Aaron Lee                                                |
| 69         | 14        | Erpressung              | Minor Crimes              | 4. Apr. 2019         | 16. Sep. 2019                         | Ross Novie       | L.E. Correia                                             |
| 70         | 15        | Verdammter Luxus        | Salary                    | 11. Apr. 2019        | 16. Sep. 2019                         | James Renfroe    | Ben Dougan & Matt Lawton                                 |
| 71         | 16        | Ausspioniert            | Easter                    | 18. Apr. 2019        | 16. Sep. 2019                         | Victor Nelli Jr. | Brian Gatewood & Alessandro Tanaka Idee: John Kazlauskas |
| 72         | 17        | Außer Kontrolle         | Quinceañera               | 25. Apr. 2019        | 16. Sep. 2019                         | Rebbeca Asher    | Justin Shanes                                            |
| 73         | 18        | Ich Chef, du nix        | Cloud Green               | 2. Mai 2019          | 16. Sep. 2019                         | Heather Jack     | Jonathan Green & Gabe Miller                             |
| 74         | 19        | Eingespart              | Scanners                  | 9. Mai 2019          | 23. Sep. 2019                         | Victor Nelli Jr. | Dayo Adesokan & L.E. Correia                             |
| 75         | 20        | Dumm gelaufen           | Cloud9Fail                | 9. Mai 2019          | 23. Sep. 2019                         | Betsy Thomas     | John Kazlauskas & Josh Malmuth                           |
| 76         | 21        | Arbeitskampf            | Sandra’s Fight            | 16. Mai 2019         | 23. Sep. 2019                         | America Ferrara  | Sean Lee & Jen Vierck                                    |
| 77         | 22        | Zusammen sind wir stark | Employee Appreciation Day | 16. Mai 2019         | 23. Sep. 2019                         | Jeffrey Blitz    | Justin Spitzer                                           |

## Staffel 5
Die Erstausstrahlung der fünften Staffel wurde zwischen dem 26. September 2019 und dem 23. April 2020 auf dem US-amerikanischen Fernsehsender NBC ausgestrahlt. Die deutschsprachige Erstausstrahlung fand vom 23. August bis zum 1. November 2021 beim deutschen Pay-TV-Sender Sky Comedy statt; die ganze Staffel wurde jedoch schon am 23. August 2021 auf Sky Ticket erstveröffentlicht.
| Nr. (ges.) | Nr. (St.) | Deutscher Titel         | Originaltitel       | Erstausstrahlung USA | Deutschsprachige Erstveröffentlichung (D) | Regie                      | Drehbuch                 |
| ---------- | --------- | ----------------------- | ------------------- | -------------------- | ----------------------------------------- | -------------------------- | ------------------------ |
| 78         | 1         | Cloud 9.0               | Cloud 9.0           | 26. Sep. 2019        | 23. Aug. 2021                             | Jackie Clarke              | Jackie Clarke            |
| 79         | 2         | Charakter-Zeugen        | Testimonials        | 3. Okt. 2019         | 23. Aug. 2021                             | Matt Sohn                  | Bridget Kyle & Vicky Luu |
| 80         | 3         | Verhasste Kollegin      | Forced Hire         | 10. Okt. 2019        | 23. Aug. 2021                             | Victor Nelli Jr.           | Colton Dunn              |
| 81         | 4         | Die Mall ist zu         | Mall Closing        | 17. Okt. 2019        | 23. Aug. 2021                             | Rebecca Asher              | Owen Ellickson           |
| 82         | 5         | Selbstfürsorge          | Self-Care           | 24. Okt. 2019        | 23. Aug. 2021                             | Richie Keen                | Rene Gube                |
| 83         | 6         | Süßes oder Saures       | Trick-or-Treat      | 31. Okt. 2019        | 23. Aug. 2021                             | Heather Jack               | Laura McCreary           |
| 84         | 7         | Mentorin oder Masche?   | Shoplifter Rehab    | 7. Nov. 2019         | 23. Aug. 2021                             | Chioke Nassor              | Justin Shanes            |
| 85         | 8         | Spendenkrieg            | Toy Drive           | 14. Nov. 2019        | 23. Aug. 2021                             | Jay Hunter                 | Dayo Adesokan            |
| 86         | 9         | Abhol-Service           | Curbside Pickup     | 21. Nov. 2019        | 23. Aug. 2021                             | Catalina Aguilar Mastretta | John Kazlauskas          |
| 87         | 10        | Verhandlungspoker       | Negotiations        | 12. Dez. 2019        | 23. Aug. 2021                             | Betsy Thomas               | L.E. Correia             |
| 88         | 11        | Männeraufstand          | Lady Boss           | 9. Jan. 2020         | 23. Aug. 2021                             | America Ferrera            | Jackie Clarke            |
| 89         | 12        | Myrtle                  | Myrtle              | 16. Jan. 2020        | 23. Aug. 2021                             | Tristram Shapeero          | Hailey Chavez            |
| 90         | 13        | Vetternwirtschaft       | Favoritism          | 23. Jan. 2020        | 23. Aug. 2021                             | Robert Cohen               | Bridget Kyle & Vicky Luu |
| 91         | 14        | Sandras Hochzeit        | Sandra’s Wedding    | 30. Jan. 2020        | 23. Aug. 2021                             | Ruben Fleischer            | Owen Ellickson           |
| 92         | 15        | Die Cerealien-Bar       | Cereal Bar          | 13. Feb. 2020        | 23. Aug. 2021                             | Kris Lefcoe                | Laura McCreary           |
| 93         | 16        | App für Angestellte     | Employee App        | 20. Feb. 2020        | 23. Aug. 2021                             | Justin Spitzer             | Justin Shanes            |
| 94         | 17        | Zephra-Sorgen           | Zephra Cares        | 27. Feb. 2020        | 23. Aug. 2021                             | Victor Nelli Jr.           | Rene Gube                |
| 95         | 18        | Verabredung zum Spielen | Playdate            | 19. März 2020        | 23. Aug. 2021                             | Matt Sohn                  | Jen Vierck               |
| 96         | 19        | Carol ist wieder da     | Carol’s Back        | 26. März 2020        | 23. Aug. 2021                             | Ben Feldman                | John Kazlauskas          |
| 97         | 20        | Kunden-Safari           | Customer Safari     | 2. Apr. 2020         | 23. Aug. 2021                             | Jay Karas                  | L.E. Correia             |
| 98         | 21        | Kalifornien             | California (Part 1) | 23. Apr. 2020        | 23. Aug. 2021                             | Betsy Thomas               | Dayo Adesokan            |

## Staffel 6
Eine sechste Staffel der Serie wurde im Februar 2020 durch NBC in Auftrag gegeben. Die Erstausstrahlung erfolgt seit dem 29. Oktober 2020. Die deutschsprachige Erstveröffentlichung fand am 8. November 2021 bei Sky Ticket statt; im Fernsehen fand die Erstausstrahlung vom 8. November bis zum 13. Dezember 2021 auf Sky Comedy statt.
| Nr. (ges.) | Nr. (St.) | Deutscher Titel                 | Originaltitel         | Erstausstrahlung USA | Deutschsprachige Erstveröffentlichung (D) | Regie             | Drehbuch                 |
| ---------- | --------- | ------------------------------- | --------------------- | -------------------- | ----------------------------------------- | ----------------- | ------------------------ |
| 99         | 1         | Systemrelevant                  | Essential             | 29. Okt. 2020        | 8. Nov. 2021                              | Victor Nelli Jr.  | Bridget Kyle & Vicky Luu |
| 100        | 2         | Kalifornien, Teil 2             | California (Part 2)   | 5. Nov. 2020         | 8. Nov. 2021                              | Victor Nelli Jr.  | Owen Ellickson           |
| 101        | 3         | Teamleiter-Wahl                 | Floor Supervisor      | 12. Nov. 2020        | 8. Nov. 2021                              | Betsy Thomas      | Josh Malmuth             |
| 102        | 4         | Chef zu werden ist nicht schwer | Prize Wheel           | 19. Nov. 2020        | 8. Nov. 2021                              | Ryan Case         | Laura McCreary           |
| 103        | 5         | Haarpflegeprodukte              | Hair Care Products    | 14. Jan. 2021        | 8. Nov. 2021                              | Charles Stone III | Dayo Adesokan            |
| 104        | 6         | Biscuit                         | Biscuit               | 21. Jan. 2021        | 8. Nov. 2021                              | Jay Hunter        | Justin Shanes            |
| 105        | 7         | Der Trog                        | The Trough            | 28. Jan. 2021        | 8. Nov. 2021                              | Kim Nguyen        | Rene Gube                |
| 106        | 8         | Eifersucht auf den Kleinen      | Ground Rules          | 4. Feb. 2021         | 8. Nov. 2021                              | Victor Nelli Jr.  | Jen Vierck               |
| 107        | 9         | Verschwörungstheorien           | Conspiracy            | 11. Feb. 2021        | 8. Nov. 2021                              | James Renfroe     | Colton Dunn              |
| 108        | 10        | Eidesstattliche Aussagen        | Depositions           | 25. Feb. 2021        | 8. Nov. 2021                              | Betsy Thomas      | John Kazlauskas          |
| 109        | 11        | Grundreinigung                  | Deep Cleaning         | 4. März 2021         | 8. Nov. 2021                              | Ross Novie        | Hailey Chavez            |
| 110        | 12        | Kundenzufriedenheit             | Customer Satisfaction | 11. März 2021        | 8. Nov. 2021                              | Matt Sohn         | Bridget Kyle             |
| 111        | 13        | Hoher Besuch                    | Lowell Anderson       | 18. März 2021        | 8. Nov. 2021                              | Kabir Akhtar      | Rene Gube                |
| 112        | 14        | Die perfekte Filiale            | Perfect Store         | 25. März 2021        | 8. Nov. 2021                              | Victor Nelli Jr.  | Owen Ellickson           |
| 113        | 15        | Schlussverkauf                  | All Sales Final       | 25. März 2021        | 8. Nov. 2021                              | Ruben Fleischer   | Justin Spitzer           |